# 薩巴蒂埃山
薩巴蒂埃山（英語：Mount Sabatier），是南極洲的山峰，位於南喬治亞島南部，處於森德倫斯山以北，海拔高度1,145米，由英國南極名稱諮詢委員會命名，現時由英國海外領土管轄。